# Тютчева, Элеонора Фёдоровна
Графиня  Эмилия Элеонора София Луиза Кристина Ботмер (нем. Emilia Eleonore Sophie Louise Christine Gräfin von Bothmer; 19 октября 1800 — 27 августа 1838), в первом браке Петерсон, во втором браке Тютчева — писательница, первая жена поэта Фёдора Ивановича Тютчева.

## Биография
Эмилия Элеонора София Луиза Кристина фон Ботмер родилась 19 октября 1800 года в семье немецкого дипломата, графа Карла-Генриха-Эрнеста  фон Ботмера (1770—1845) и его жены Анны, урождённой баронессы фон Ганштейн  (1777—1826). Элеонора была старшим ребёнком, у неё было восемь братьев и три сестры.
Семья часто путешествовала по роду службы отца — в Италию, Францию и Швейцарию. Все дочери графа получили классическое домашнее воспитание. К шестнадцати годам Элеонора превратилась в красивую светскую барышню с безупречными манерами, свободно говорившую на немецком и французском языках. Многие считали Элеонору «бесконечно очаровательной».
В 1818 году Элеонора стала женой русского дипломата, секретаря российской миссии в Мюнхене Александра Христофоровича Петерсона. В 1825 году она овдовела и осталась с четырьмя сыновьями на руках. У Элеоноры был скромный дом в Мюнхене на Каролиненплатц, как раз напротив здания русской миссии. На вечерах, даваемых этой миссией молодая, прелестная графиня — вдова в феврале 1826 года познакомилась с Федором Тютчевым, прибывшим в баварское посольство сверхштатным помощником секретаря. Сближение происходило стремительно. Элеонора влюбилась в Тютчева сразу и беззаветно.

### Второй брак и семья
В марте 1826 года 25-летняя Элеонора Петерсон тайно обвенчалась с 22-летним Фёдором Тютчевым. Ещё два года многие в Мюнхене, по свидетельству Генриха Гейне, не знали об этой свадьбе (юридический брак Фёдора Тютчева с Элеонорой Петерсон состоялся лишь 27 января 1829 года). Таким образом, Тютчев породнился разом с двумя старыми аристократическими фамилиями Баварии (Ботмер и Ганштейн) и попал в целый сонм немцев-родственников.

Брак был счастливым. В лице Элеоноры Тютчев обрёл любящую жену, преданного друга и неизменную опору в трудные минуты жизни. Фёдор Иванович спустя годы признавался:
Никогда человек не стал бы столь любим другим человеком, сколь я любим ею, в течение одиннадцати лет не было ни одного дня в её жизни, когда, дабы упрочить мое счастье, она не согласилась бы, не колеблясь ни мгновенья, умереть за меня.
В 1830 году Элеонора провела полгода в России, где её сердечно приняла вся семья Тютчевых. В это время Долли Фикельмон записала в своём дневнике:
Забыла упомянуть о встрече с одной красивой женщиной – мадам Тютчевой... Она всё ещё молода, но такая бледная, хрупкая, с таким печальным видом, что её можно принять за прекрасное видение. Она умна и мне кажется с некоторым притязанием на остроумие, что плохо вяжется с её эфирным видом; её муж - маленький человек в очках, весьма некрасивый, но хорошо разговаривает.
Письма Элеоноры к родным рисуют её как женщину любящую, чуткую, боготворившую мужа, но, по-видимому, серьёзные умственные запросы были ей чужды. Деловая и хозяйственная сторона семейной жизни Тютчевых лежала всецело на ней. В Мюнхене Элеонора сумела создать уютный и гостеприимный дом, несмотря на то, что при очень скромном жаловании Тютчева и сравнительно небольшой денежной помощи его родителей ей едва удавалось сводить концы с концами. И всё же первые семь лет их супружеской жизни (до 1833 года) были временем почти безоблачного семейного счастья.
В феврале 1833 года, на балу, произошла первая встреча Фёдора Тютчева с его будущей второй женой, баронессой Эрнестиной Дёрнберг, занимавшей одно из первых мест в ряду мюнхенских красавиц. В Эрнестине поэт нашёл, помимо красоты, ума, блестящей образованности, глубокую духовную близость. Она совершенно затмевала милую и обаятельную, по общему признанию, но неяркую Элеонору. 

Поняв опасность, Элеонора делала всё возможное, чтобы сохранить семью. Однако Тютчева уже ничто не могло остановить. Элеонора впала в отчаяние и в мае 1836 года попыталась кончить жизнь самоубийством, ударив себя несколько раз кинжалом. Несчастья не произошло — кинжал был от маскарадного костюма. Увидев кровь, Элеонора в отчаянии выбежала на улицу и упала без чувств. Соседи принесли её домой, а вскоре примчался взволнованный муж. В течение суток жизнь Элеоноры находилась в опасности. Она оправилась физически, но нервное потрясение не прошло. Тютчев клятвенно пообещал жене разорвать отношения с баронессой Дёрнберг. Супруги договорились покинуть Мюнхен. В начале мая 1837 года, получив 4-месячный отпуск, Тютчев с семьёй выехал в Россию.
Вскоре после приезда Тютчева в Петербург состоялось его назначение чиновником русской дипломатической миссии в Турин, столицу Сардинского королевства. Через несколько дней, временно оставив семью в Петербурге, Тютчев отправился к месту своего нового назначения. Там его ждали новые встречи с Эрнестиной.
14 мая 1838 года Элеонора с тремя малолетними дочерьми отплыла к мужу, предполагая добраться на пароходе до Любека, а оттуда уже на экипаже до Турина. Вблизи Любека в ночь с 18 на 19 мая на пароходе вспыхнул пожар. Погасить пламя не удалось. Капитан устремил корабль к скалистому берегу и посадил его на мель. Пассажиры с трудом и не без потерь переправились на берег — пять человек погибли, а пароход сгорел. Элеонора Тютчева выказала во время этой катастрофы полное самообладание и присутствие духа.
Тютчев так характеризует поведение жены в выпавшем на её долю испытании:
 Можно сказать по всей справедливости, что дети дважды были обязаны жизнью матери, которая ценою последних оставшихся у неё сил смогла пронести их сквозь пламя и вырвать у смерти.
Во время кораблекрушения Элеонора почти не пострадала физически, но получила тяжёлое нервное потрясение, которое требовало лечения и отдыха. Однако, опасаясь за мужа, Элеонора не рискнула задерживаться на лечении в Германии больше двух недель и уехала с ним в Турин.
По приезде в Турин Тютчевы оказались в крайне стеснённом материальном положении. Поселились они в предместье, и приходилось им весьма туго, несмотря на выделенную из казны материальную помощь. Жена Тютчева ходила по торгам, стараясь по мере возможностей благоустроить домашний очаг. Поэт был в этом отношении плохим помощником. Да и она сама, замечая «раздражительное и меланхолическое настроение» мужа, сознательно оберегала его от мелких треволнений их мало-помалу налаживающейся жизни. Однако переутомление, сильная простуда и глубокое нервное потрясение, от которого Элеонора так и не смогла оправиться, сломили её и без того хрупкое здоровье.
27 августа 1838 года Элеонора умерла в жесточайших страданиях. Горю Тютчева не было предела. В ночь, проведенную им у гроба жены, голова его стала седой.

## Дети
У Элеоноры было семеро детей. Четыре сына от первого брака:
- Карл (1819—1875)
- Отто (1820—1883)
- Александр (1823—?)
- Альфред (1825—1860)

Старшие три сына окончили Морской кадетский корпус в Петербурге, младший воспитывался в Мюнхене. 
Три дочери от второго брака:
- Анна (1829—1889), фрейлина, автор воспоминаний
- Дарья (1834—1903), фрейлина
- Екатерина (1835—1882), фрейлина